# XI. legija Claudia
XI. klavdijska legija (latinsko Legio XI Claudia Pia VI Fidelis)  je bila cesarska rimska legija. Legijo je ustanovil Julij Cezar za svojo kampanjo proti Nervijcem. XI. legija je bila pred tem dvojčica XII. legije. Obe je leta 58 pr. n. št. ustanovil Julij Cezar za napad na Galijo. XI. legija  je obstajala vsaj do zgodnjega 5. stoletja in varovala  spodnjo Donavo v Durostorumu (sodobna Silistra, Bolgarija).

## Zgodovina

### Ustanovitev in pozna Rimska republika
XI. legijo Klavdija je skupaj z XII. legijo Fulminata  leta 58 pr. n. št. ustanovil Julij Cezar v Cisalpski Galiji za svojo vojno proti Nervijcem. Obe legiji sta verjetno sodelovali pri obleganju Alezije. Po Cezarjevih pohodih v Galijo je izbruhnila državljanska vojna med triumvirjema Julijem Cezarjem in Pompejem. Januarja 49 pr. n. št. je Cezar z XI. legijo napadel Italijo. Naslednje leto se je XI. legija bojevala v bitkah pri Draču in Farzalu. Leta 45  pr. n. št. je bila legija  razpuščena, njeni veterani pa naseljeni v srednji Italiji okoli Bojana (Bovianum Undecumanorum).
XI. legijo je leta 42 pr. n. št. obnovil Oktavijan za potrebe državljanske vojne. Služila je na strani triumvirjev Avgusta, Marka Antonija in Marka Emilija Lepida proti Brutu in Kasiju, ki sta ubila Julija Cezarja. Legija se je leta 42 pr. n. št. borila v bitki pri Filipih in bila po bitki poslani v Perugio v Italiji, da bi zatrla lokalni upor. Pod Oktavijanom je verjetno služila tudi na Siciliji proti Sekstu Pompeju.
XI. legija je na Oktavijanovi strani sodelovala v državljanski vojni med Avgustom in Markom Antonijem, ki se je končala z bitko pri Akciju leta 32 pr. n. št.  Njeno sodelovanje v bitki dokazujejo napisi na nagrobnikih vojakov XI. legije.

### Principat
XI. legijo so nato poslali na Balkan, kjer je, kot kaže, ostala kakšno stoletje. Njena baza pred letom 9 n. št. je negotova. Tistega leta je bila skupaj s VII. legijo Claudia  zabeležena v Burnumu (Kistanje) v Dalmaciji in opravljala predvsem gradbena dela, kot so ceste.  Veksilacije XI. legije  so bile nameščene v Saloni in Gardunu. Ko se je guverner Dalmacije Skribonijan leta 42 n. št. uprl Klavdiju, je bila XI. legija  še vedno nameščena v Burnumu. Zadušila je Skribonijanov upor in prejela naziv Claudia Pia Fidelis. V Burnumu  je ostala do okoli leta 68, ko je umrl cesar Neron.
V letu štirih cesarjev je XI. legija skupaj s VII. legijo Claudia in XIII. legijo Gemina stopila na stran cesarja Otona proti Viteliju. V bitko pri Bedriaku je prišla prepozno in se nato brez kazni vrnila na Balpan. Zatem se je postavila na Vespazijanovo stran in sodelovala v drugi bitki pri Bedriaku, ki se je končala z zmago Vespazijana in njegovo razglasitvijo za cesarja.
Leta 70 je bila XI. legija  del ekspedicijskih sil pod poveljstvom Cerialisa, ki naj bi zadušile batavsko vstajo germanskih in keltskih plemen ob spodnjem Renu. Od tam je bila leta 71 premeščena v Vindonisso (Windisch, Švica). Obstajajo poročila, da se je v letih 73-74 bojevala na Renu in leta 83 sodelovala v Domicijanovi vojni proti Hatom. Domneva se, da je bil takrat nameščen v Mainzu. Leta 101 je bil poslana v Brigetio (Szőny, Madžarska) v Panonijo. Od leta 101 do 106  je sodelovala v Trajanovih dačanskih vojnah, ki so ju obeležili s Trajanovim stebrom v Rimu.
XI. legija Claudia je bila nato pred letom 114 poslana v Durostorum (Silistra, Bolgarija), ki je ostal njen sedež vsaj naslednja tri stoletja. Vojaki XI. legije so sodelovali v osvajanju Krima, gradnji kastra Drajna v rimski provinci Dakiji in opravljala birokratske funkcije v Tomisu. Leta 132 je bila veksilacija XI. legije  poslana  v Judejo,  da bi zadušila Bar Kokhbovo vstajo. Njeni prisotnost potrjuje napis z imenom legije pri Betarju. Leta 193 je legija podprla Septimija Severja in se borila proti Pesceniju Nigru, oblegala Bizanc, si prebila pot skozi Kilikijska vrata in se borila proti Pescenijevim silam v bitki pri Isu. Sodelovala je  tudi v Severjevem pohodu proti Partom, na katerem je leta 198 pomagala zavzeti Ktezifon.

### Kriza tretjega stoletjaindominat
XI. legija je v letih 260–268  podpirala Galiena v njegovi vojni proti Postumu, cesarju Galskega cesarstva, in petič in šestič je prejela naziv Pia Fidelis.  Leta 273 je sodelovala pri gradnji cest v sodobni Jordaniji, leta 295 pa je bila njena veksilacija prisotna v Egiptu. Leta 298 je bil oddelek XI. legije nameščen v Mavretaniji. Leta 302 je cesar Dioklecijan v Durostorumu preganjal Julija in Hezihija, kristjana iz XI. legije.  Nagrobnik v Ogleju iz 4. stoletja omenja Avrelija Sudecencija, vojaka zahodnega odreda XI. legije Klavdije, i je umrl v Mavretaniji. V letih 395–425 je legija ostala v Durostorumu na Donavi  pod poveljstvom magistra militum per Gallias in magistra magister praesentalis II.